# Dulce Nunes
Dulce Nunes, nome artístico de Dulce Pinto Bressane (Rio de Janeiro, 11 de junho de 1929 - Rio de Janeiro, 4 de junho de 2020), foi uma atriz, compositora, cantora, produtora musical e arquiteta brasileira.
Quando era estudante de arquitetura, na década de 1950, começo a fazer trabalhos fotográficos como modelo e para agências publicitárias, como nas campanhas dos cigarros Hollywood e dos tecidos da fábrica Braspérola. Logo em seguida, foi convidada para fazer cinema, tornando-se protagonista em duas produções: "Estrela da Manhã", filme brasileiro com Paulo Gracindo e Dorival Caymmi, e no italiano "O noivo da minha mulher", com Orlando Vilar. Também atuou em "A princesa de Joinville", mas este filme não foi finalizado.
Dulce ficou famosa em 1964 ao gravar as músicas do recital Pobre Menina Rica, de Carlos Lyra e Vinicius de Moraes, substituindo Nara Leão.
Foi proprietária do escritório de arquitetura "Bressane Arquitetura & Interiores".

## Morte
Dulce morreu em 4 de junho de 2020, infectado pela COVID-19.

## Filmografia

### Cinema
| Ano  | Título                  | Personagem | Notas               |
| ---- | ----------------------- | ---------- | ------------------- |
| 1950 | O Noivo da Minha Mulher | —          |                     |
| 1950 | Estrela da Manhã        | Lúcia      |                     |
| 1967 | El ABC do Amor          | —          | Segmento: "O Pacto" |

## Discografia
- (1968) O Samba do Escritor[2]
- (1966) Dulce[2]
- (1964) Pobre Menina Rica - Trilha sonora original[2]